# Établissement de bains et de cure Nessel
Le établissement de bains et de cure Nessel est un monument historique situé à Soultzmatt, dans le département français du Haut-Rhin.

## Localisation
Ce bâtiment est situé avenue de la Source-Nessel à Soultzmatt.

## Historique
L'édifice fait l'objet d'une inscription au titre des monuments historiques depuis 1995.